# Спортивные сооружения зимних Олимпийских игр 1988
На XV Зимних Олимпийских играх 1988 года в Калгари (Альберта, Канада) были задействованы девять спортивных сооружений.

## Объекты
| Объект                               | Оригинальное название            | Спорт                                                                                 | Вместимость                                                               | Изображение | Прим. |
| ------------------------------------ | -------------------------------- | ------------------------------------------------------------------------------------- | ------------------------------------------------------------------------- | ----------- | ----- |
| Канадский олимпийский парк           | Canada Olympic Park              | Бобслей Лыжное двоеборье Санный спорт Прыжки с трамплина Фристайл (показательный вид) | 25000 (бобслей, санный спорт) 35000 (прыжки с трамплина) 15000 (фристайл) |             | [ 1 ] |
| Канморский северный центр            | Canmore Nordic Centre            | Биатлон Лыжное двоеборье Лыжные гонки                                                 | Информация отсутствует                                                    |             | [ 2 ] |
| Макмэхон Стэдиум                     | McMahon Stadium                  | Церемонии открытия и закрытия                                                         | 60000                                                                     |             | [ 3 ] |
| Накиска                              | Nakiska                          | Горнолыжный спорт                                                                     | Информация отсутствует                                                    |             | [ 4 ] |
| Олимпийская арена отца Дэвида Бауэра | Father David Bauer Olympic Arena | Фигурное катание Хоккей с шайбой                                                      | 2000                                                                      |             | [ 5 ] |
| Олимпийский овал                     | Olympic Oval                     | Конькобежный спорт                                                                    | 4000                                                                      |             | [ 6 ] |
| Олимпик Сэдлдоум                     | Olympic Saddledome               | Фигурное катание Хоккей с шайбой (финал)                                              | 16605                                                                     |             | [ 7 ] |
| Стампид-Коррал                       | Stampede Corral                  | Фигурное катание Хоккей с шайбой                                                      | 6475                                                                      |             | [ 8 ] |
| Центр Макса Белла                    | Max Bell Centre                  | Кёрлинг (показательный вид) Шорт-трек (показательный вид)                             | 3200                                                                      |             | [ 9 ] |